# Franz Schausberger

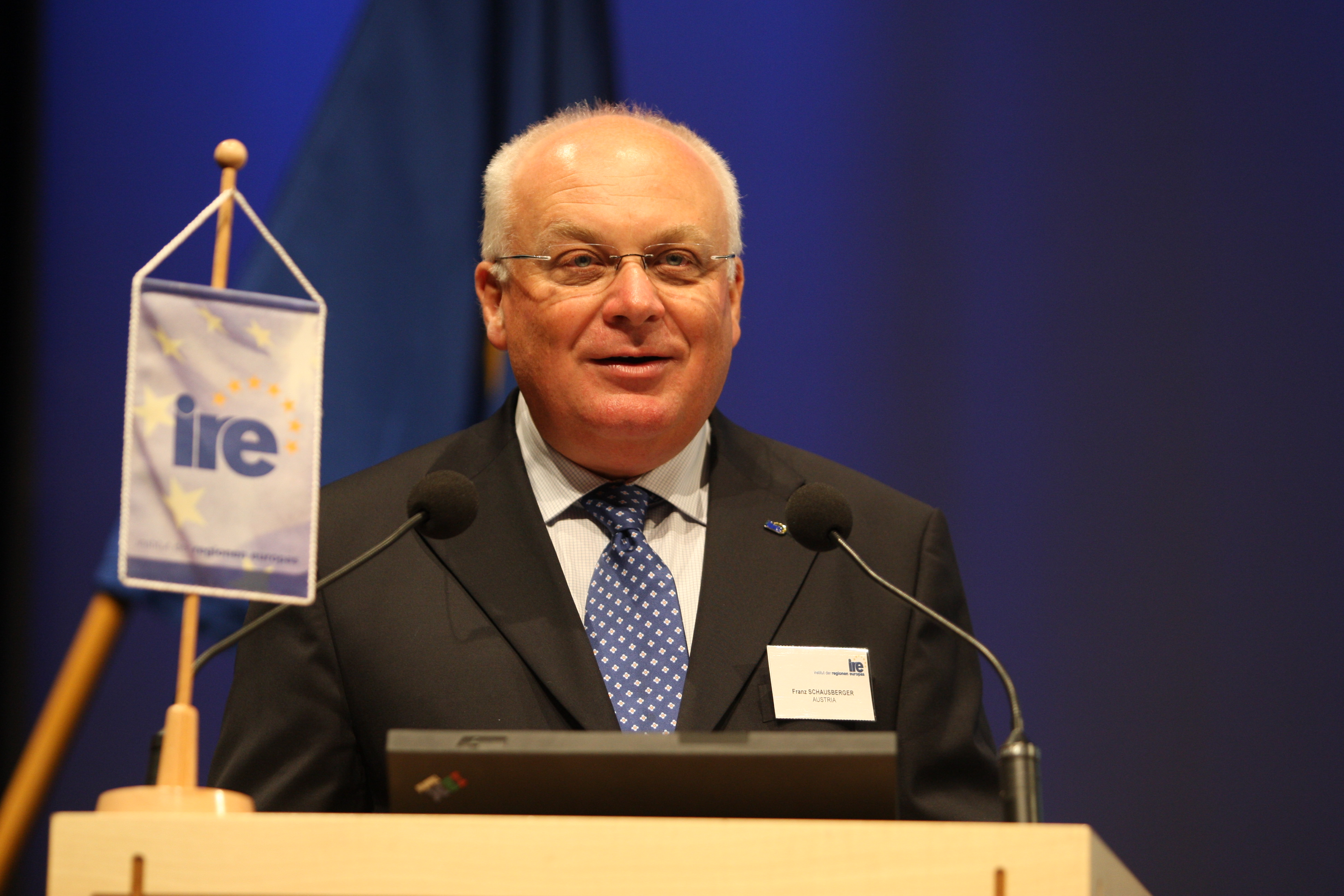
Franz Schausberger (2008)

Franz Schausberger (* 5. Februar 1950 in Steyr) ist ein österreichischer Politiker (ÖVP) und Historiker. Er war von 1996 bis 2004 Landeshauptmann von Salzburg.

## Leben
Franz Schausberger wurde am 5. Februar 1950 als Sohn von Franz und Hermine Schausberger in Steyr, Oberösterreich geboren. Er besuchte dort die Volksschule und das Bundesgymnasium und maturierte dort 1968 mit Auszeichnung. Anschließend absolvierte er sein Studium an der Universität Salzburg (Philosophie, Pädagogik, Geschichte).
Neben dem Studium begann er seine journalistische Tätigkeit in der Salzburger Volkszeitung. Daneben war er auch freier Mitarbeiter der Wochenzeitung Die Furche und viele Jahre Verantwortlicher des Salzburg Journals, des Salzburger Ablegers des Monatsmagazins Wiener Journal. 1973 promovierte er an der Universität Salzburg bei den Professoren Ottokar Blaha und Balduin Schwarz mit einer Arbeit über den Philosophen Nicolai Hartmann zum Dr. phil.
Von 1988 bis 1996 war Schausberger Mitglied des ORF-Kuratoriums. Von 1989 bis 1996 leitete Schausberger das Werbeunternehmen Industrieteam als hauptberuflicher Geschäftsführer und Verlagsleiter. Von 1996 bis 2004 hielt er außerdem die Positionen als Mitglied und teilweise Vorsitzender des Kuratoriums der Salzburger Festspiele, des Präsidenten der Internationalen Salzburg Association (ISA) und Vorsitzender des Aufsichtsrates der Großglockner Hochalpenstraßen AG. Von 2000 bis 2009 war er Mitglied und bis 2004 Vorsitzender des Aufsichtsrates der Salzburg AG. Von 2000 bis 2020 war Schausberger Vorsitzender und danach Ehrenvorsitzender des Sonnblick-Vereins.
Nach seinem Ausscheiden aus der Landespolitik machte er sich selbständig und leitet heute das Unternehmen European Project Analysis & Conception GmbH (EPAC).
Schausberger ist seit 1988 mit der Journalistin und Verlegerin Heidi Schausberger-Strobl verheiratet und hat drei Kinder (Martina, Maximilian und Alexander).
Schausberger ist Mitglied der Studentenverbindungen im ÖCV der Rupertina Salzburg (seit 1969) und der Rheno-Juvavia (seit 2000) sowie der Schülerverbindungen im MKV der Almgau Salzburg (seit 2001), der Sighartstein Neumarkt am Wallersee (seit 2018) und der Lamberg Steyr (seit 2023). Seit 2013 ist er Mitglied der Bruderschaft von Santa Maria dell’Anima in Rom und seit 2014 Ehrenritter des St. Georgs-Orden.

## Politik
Während der Studienzeit war er von 1969 bis 1971 Vorsitzender der Österreichischen Hochschülerschaft an der Universität Salzburg. Von 1971 bis 1979 war Schausberger ÖVP-Klubsekretär im Salzburger Landtag. Von 1979 bis 1989 war er hauptberuflich Landesparteisekretär (Landesgeschäftsführer) der Salzburger ÖVP.
1976 bis 1980 war Franz Schausberger Landesobmann der Jungen ÖVP Salzburg und Bundesobmann-Stellvertreter der Jungen ÖVP, 1979 bis 1996 Abgeordneter zum Salzburger Landtag, 1989 bis 1996 Klubobmann der Salzburger ÖVP im Salzburger Landtag, 1996 bis 2004 Landesobmann der Salzburger ÖVP und Mitglied des ÖVP-Bundesparteivorstandes.
Schausberger war vom 24. April 1996 bis zum 28. April 2004 Landeshauptmann von Salzburg. Er übernahm nach dem Rücktritt von Hans Katschthaler am 24. April 1996 das Amt des Landeshauptmanns in der Landesregierung Schausberger I. Nach der erfolgreichen Wahl am 7. März 1999 wählte ihn der Salzburger Landtag am 27. April 1999 erneut zum Landeshauptmann in der Landesregierung Schausberger II.
Er initiierte unter anderem
- die Errichtung des Fußballstadions Salzburg-Kleßheim,
- die Errichtung des Museums der Moderne auf dem Mönchsberg,
- den Neubau des Kleinen Festspielhauses (Haus für Mozart)
- die Errichtung des Salzburg Museum (früher Museums Carolino Augusteums) auf dem Mozartplatz und
- die Gründung der Paracelsus Medizinische Privatuniversität im Jahr 2002.[1]

In Verhandlungen zwischen 1997 und 2001 konnte Schausberger die finanzielle Zusicherung des Bundes für
- den Umbau des Mozarteums sowie
- die Errichtung des Uniparks Nonntal erreichen.[2]

Über sein Betreiben wurde im Jahr 1998 in einer umfassenden Reform der Salzburger Landesverfassung das bis dahin bestehende Proporzsystem abgeschafft.
Im Vorfeld der Landtagswahl 2004 sah sich Schausberger in einer anonymen Schmutzkübelkampagne mit dem Vorwurf der häuslichen Gewalt konfrontiert; trotz einer öffentlichen Erklärung seiner Ehefrau und rechtlichen Schritten gegen unbekannte Täter hielten sich diesbezügliche Gerüchte bis zum Wahltag und schädigten den Ruf und die Wahlchancen des Landeshauptmanns nachhaltig. Nach dem Verlust der relativen Mehrheit der ÖVP bei den Landtagswahlen 2004 zog er sich aus allen politischen Ämtern auf Landesebene zurück. Im Amt des Landeshauptmannes folgte ihm Gabriele Burgstaller (SPÖ) nach.
Ab 1996 war er Mitglied im Ausschuss der Regionen der EU (AdR). Von 2004 bis 2006 war er Vorsitzender der Kommission für Konstitutionelle Angelegenheiten und Regieren in Europa des AdR, seit Jänner 2006 ist er Vizepräsident der Europäischen Volkspartei (EVP) im Ausschuss der Regionen. Mehrfach war er Vorsitzender der Arbeitsgruppe Westbalkan des AdR. Im Oktober 2016 wurde er von der EU-Kommission zum Sonderberater für EU-Erweiterungsländer, insbesondere den Balkan und die Ukraine, bestellt. 2020 wurde er erneut zum Sonderberater von EU-Kommissar Johannes Hahn bestellt. Sein Nachfolger im Ausschuss der Regionen mit Jahreswechsel 2024/25 wurde Landeshauptmann-Stellvertreter Stefan Schnöll.

## Wissenschaftliche Tätigkeit
Von 1994 bis 1996 war er Lektor am Institut für Sozial- und Wirtschaftsgeschichte an der Universität Linz bei Roman Sandgruber.
1996 habilitierte er sich an der Universität Salzburg zum Universitätsdozenten für Neuere Österreichische Geschichte mit einer Arbeit über das Agieren der Nationalsozialisten in den österreichischen Landtagen. In seinen wissenschaftlichen Arbeiten vor allem über die Erste Republik versucht Schausberger, „zum Bewusstsein beizutragen, dass der Bestand unserer parlamentarischen Demokratie nicht selbstverständlich ist, sondern immer wieder von überzeugten Demokraten verteidigt werden muss“. Er untersucht dabei vor allem die Zeit des Erstarkens des Nationalsozialismus vor der Machtübernahme und die Frage: „Wie konnte es so weit kommen?“ In seiner Habilitationsschrift kommt er zum Ergebnis: „Die ‚partielle Kollaboration’ mit bzw. die ‚partielle Assimilation’ von staats- und demokratiebejahenden Parteien gegenüber politischen Gruppierungen, die die parlamentarische Demokratie oder einen Staat ablehnen und bekämpfen, geht immer zum Schaden des Staates bzw. der Demokratie aus. Dies sei eine immer wieder geltende Lehre aus der Geschichte, nicht zuletzt auch für jüngste Entwicklungen in verschiedenen europäischen Staaten.“ Es gebe „in der Geschichte Wendepunkte, an denen die politisch Verantwortlichen mit ihrer Entscheidung für einen von mehreren Wegen die weitere Entwicklung schicksalhaft beeinflussen. An solchen Wendepunkten – und das ist der immer aktuelle Bezug – haben alle demokratischen Kräfte ihre parteipolitischen Eigeninteressen dem Wohl des Staates und der Sicherung der Demokratie unterzuordnen.“
Von 1989 bis 1996 war Schausberger Vorsitzender, seit 1996 Mitglied des Vorstands der Dr.-Hans-Lechner-Forschungsgesellschaft sowie von 1993 bis 2019 Präsidiumsmitglied der Österreichischen Forschungsgemeinschaft in Wien. 1992 gründete er das Forschungsinstitut für politisch-historische Studien Dr.-Wilfried-Haslauer-Bibliothek in Salzburg und ist seit 1992 mit Ausnahme der Jahre 1996–2004 dessen Präsident. Seit 1993 war er Vorstandsmitglied des Karl-von-Vogelsang-Instituts zur Erforschung der Geschichte der christlichen Demokratie in Österreich und ist seit Mai 2020 dessen Präsident.
Im Jahr 2004 gründete Schausberger das Institut der Regionen Europas (IRE) in Salzburg und ist seither Vorsitzender des Vorstands.
Schausberger, der Lehrveranstaltungen an der Universität Salzburg und verschiedenen europäischen Universitäten hält, veröffentlichte zahlreiche historische und politikwissenschaftliche Bücher und viele wissenschaftliche Beiträge zur Geschichte und Politik Österreichs und der Europäischen Union.
2008 verlieh ihm die Westungarische Universität in Sopron den Titel Universitätsprofessor. Im Jahr 2014 folgte die Verleihung des Berufstitels „Universitätsprofessor“ durch den Österreichischen Bundespräsidenten.

## Auszeichnungen
- 1996: Leopold-Kunschak-Preis
- 1996: Großkreuz des Königlich Norwegischen Verdienstordens
- 1997: Großkreuz des Ordens Leopolds II. des Königreiches Belgien
- 1999: Großes Silbernes Ehrenzeichen am Bande für die Verdienste um die Republik Österreich[16]
- 2002: Franz-Schalk-Medaille in Gold der Wiener Philharmoniker
- 2002: Großkreuz des Ordens des Infanten Dom Henrique der Republik Portugal
- 2004: Großkreuz des Ehrenzeichens des Landes Salzburg
- 2006: Komturkreuz des Ordens für Verdienste um Litauen
- 2007: Wappen der Region Istrien
- 2007: Bayerischer Verdienstorden
- 2012: Ehrenmedaille für besondere Verdienste um die Region Varaždin (Kroatien)[17][18]
- 2013: Komturkreuz des Ungarischen Verdienstordens[19]
- 2014: Ehrensenator der Paracelsus Medizinische Privatuniversität[1]
- 2015: Wappenmedaille in Gold der Stadt Salzburg[20]
- 2015: Mérite Européen in Gold[21]
- 2015: Ring des Landes Salzburg[22]
- 2016: Orden des Kroatischen Flechtwerks[23]
- 2018: Ehrendoktor der Alexander-Moissi-Universität in Durrës (Albanien)[24]
- 2020:  Österreichisches Ehrenkreuz für Wissenschaft und Kunst 1. Klasse[25]
- 2025: Großes Goldenes Ehrenzeichen für Verdienste um das Land Wien mit dem Stern[26]
- 2025: Großes Ehrenzeichen des Landes Oberösterreich[27]
- 2025: Goldenes Komturkreuz mit dem Stern des Ehrenzeichens für Verdienste um das Bundesland Niederösterreich[28]

## Publikationen
- Im Dienste Salzburgs. Zur Geschichte der Salzburger ÖVP. Salzburg 1985.
- Eine Stadt lernt Demokratie. Bürgermeister Josef Preis und die Salzburger Kommunalpolitik 1919–1927. Salzburg 1988.
- Josef Hauthaler. Salzburger Bauernführer in schwersten Zeiten. Salzburg 1990.
- Letzte Chance für die Demokratie. Die Bildung der Regierung Dollfuß I im Mai 1932. Bruch der österreichischen Proporzdemokratie. Wien, Köln, Weimar 1993.
- Ins Parlament, um es zu zerstören. Das „parlamentarische“ Agi(ti)eren der Nationalsozialisten in den Landtagen von Wien, Niederösterreich, Salzburg und Vorarlberg nach den Landtagswahlen 1932. Wien, Köln, Weimar 1995.
- Volkspartei – Anspruch und Realität. Zur Geschichte der ÖVP seit 1945. (mit Robert Kriechbaumer). Wien, Köln, Weimar 1995.
- Vom Regierungsproporz zur Konkurrenz. Die Reform der Salzburger Landesverfassung 1998. Wien 1999.
- Die Ära Haslauer. Salzburg in den siebziger und achtziger Jahren. (mit Herbert Dachs, Roland Floimair, Ernst Hanisch). Wien, Köln, Weimar 2001.
- Engagement und Bürgersinn. Helmut Schreiner zum Gedenken. Wien, Köln, Weimar 2002.
- Alle an den Galgen! Der politische „Takeoff“ der „Hitlerbewegung“ bei den Salzburger Gemeindewahlen 1931. Wien, Köln, Weimar 2005.
- Geschichte und Identität. Festschrift für Robert Kriechbaumer zum 60. Geburtstag. Wien, Köln, Weimar 2008.
- Der forschende Blick. Beiträge zur Geschichte Österreichs im 20. Jahrhundert. Festschrift für Ernst Hanisch zum 70. Geburtstag. (mit Reinhard Krammer und Christoph Kühberger). Wien, Köln, Weimar 2010.
- Hochzeit auf Schloss Schwarzau. Vor 100 Jahren heirateten Erzherzog Karl Franz Josef von Habsburg-Lothringen und Prinzessin Zita von Bourbon-Parma. Salzburg 2011.
- Die umstrittene Wende. Österreich 2000 – 2006. (mit Robert Kriechbaumer). Wien – Köln – Weimar 2013.
- Rudolf Ramek. 1881 – 1941. Konsenskanzler im Österreich der Gegensätze. Wien – Köln – Weimar. 2017.
- Radikale Phrase, Wahlbündnisse und Kontinuitäten. Landtagswahlkämpfe in Österreichs Bundesländern 1919 bis 1932. (mit Herbert Dachs und Michael Dippelreiter). Wien, Köln, Weimar 2017.
- Ähnlich und doch ganz anders. Spanische Grippe vor 100 Jahren und Corona heute. Historisch-politische Kurzstudien Band 2. pm Verlag. Salzburg 2020.
- Partei des Solidarismus. Der 1. Bundesparteitag der Österreichischen Volkspartei vom 18. bis 21. April 1947. Historisch-politische Kurzstudien Band 3. pm Verlag. Salzburg 2022.